# Schwarzlose MG M.07/12
Schwarzlose MG M.07/12 a fost mitraliera standard a armatei austro-ungare în timpul Primului Război Mondial. A fost de asemenea utilizată și de alte state în timpul celor 2 războaie mondiale, cum ar fi Olanda, Ungaria, România, Grecia, Serbia, Italia, etc.

## Utilizatori
- Albania
- Austro-Ungaria
- Austria
- Bulgaria
- Republica China
- Cehoslovacia
- Columbia
- Germania Nazistă
- Grecia
- Italia
- Iugoslavia
- Imperiul German
- Imperiul Otoman
- Imperiul Rus
- Olanda
- Polonia
- România
- Serbia
- Suedia
- Ungaria

## Galerie foto

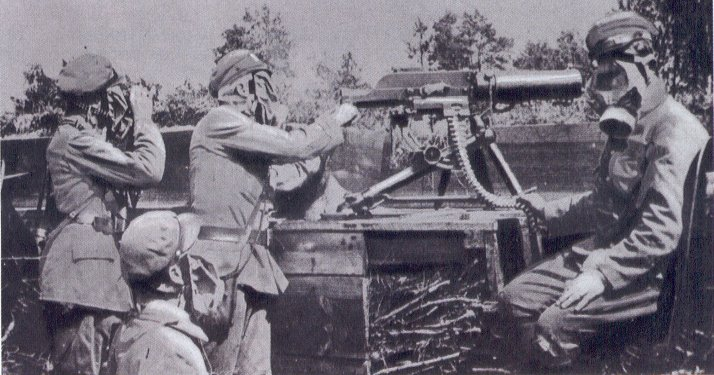
Soldați polonezi din armata austro-ungară, 1915 sau 1916.
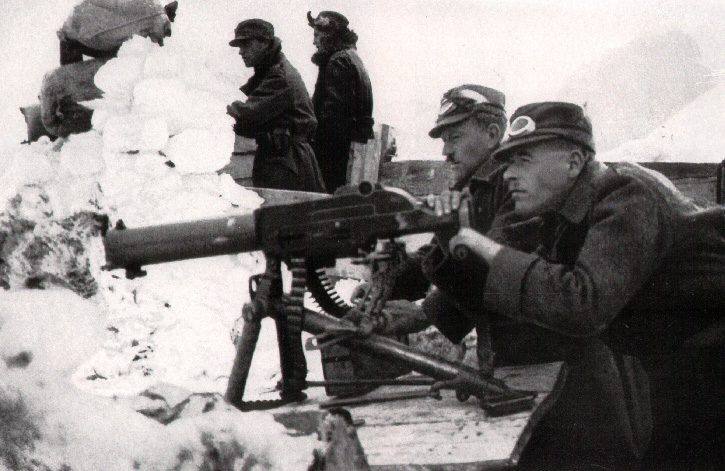
Soldați austro-ungari în Tirol.
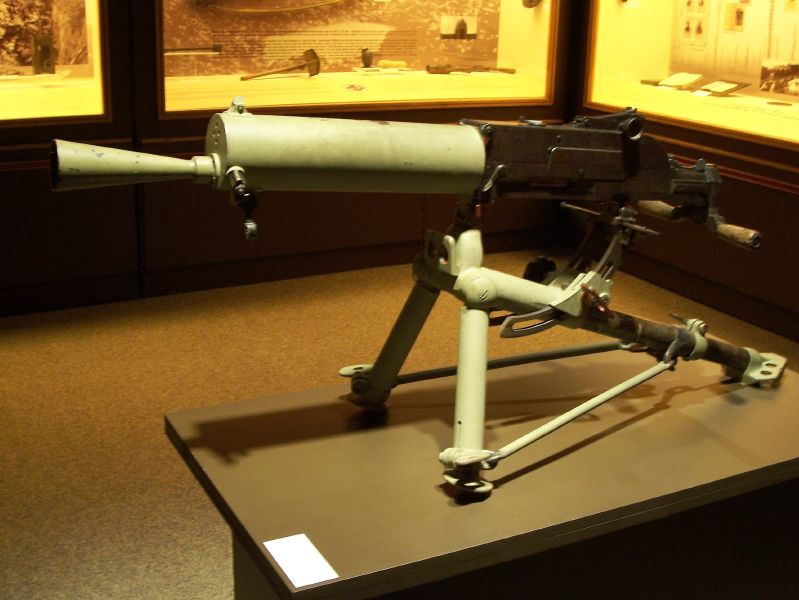
Exemplar dintr-un muzeu.
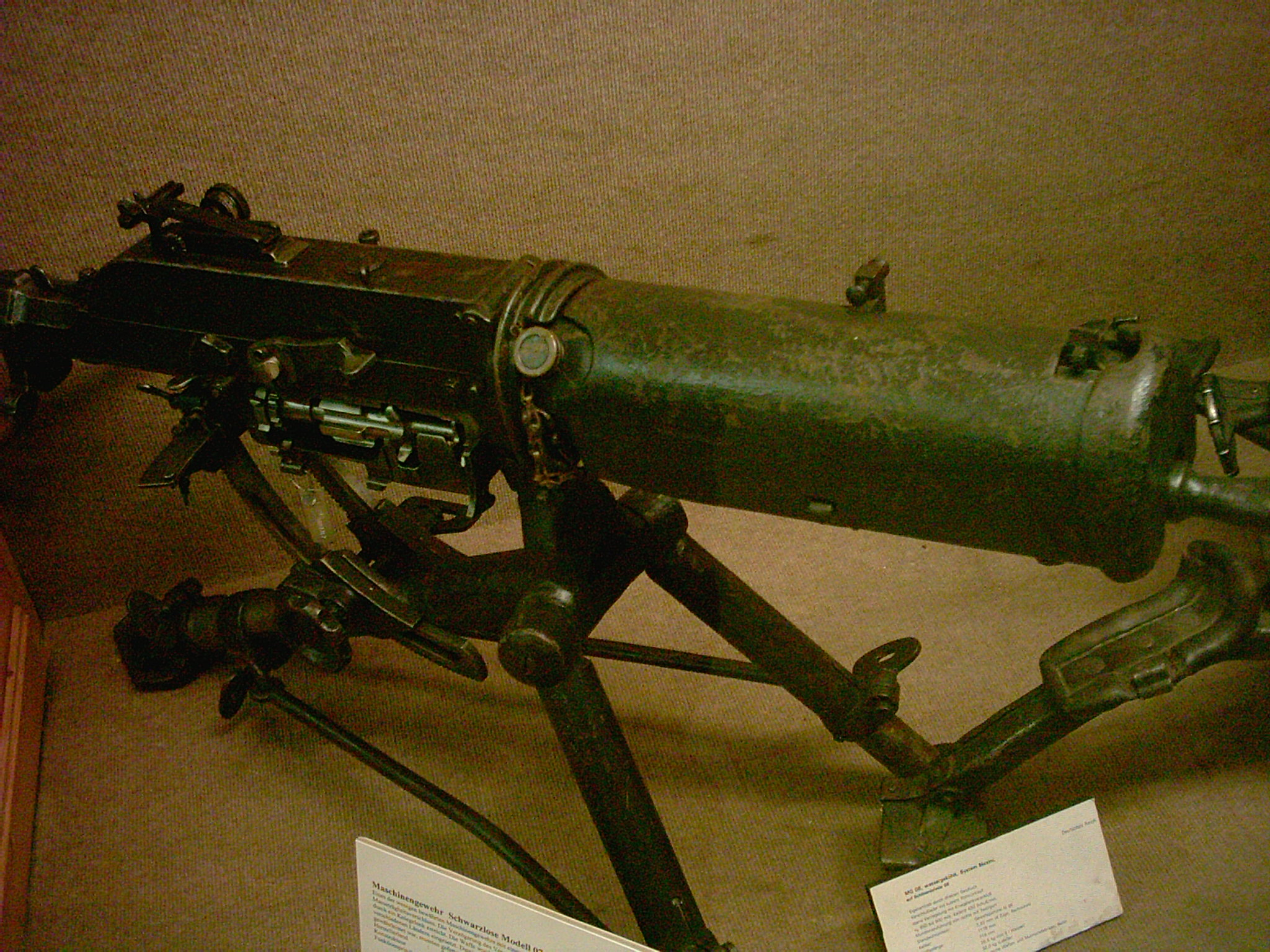
Mitralieră cu jachetă cu apă pentru răcire.
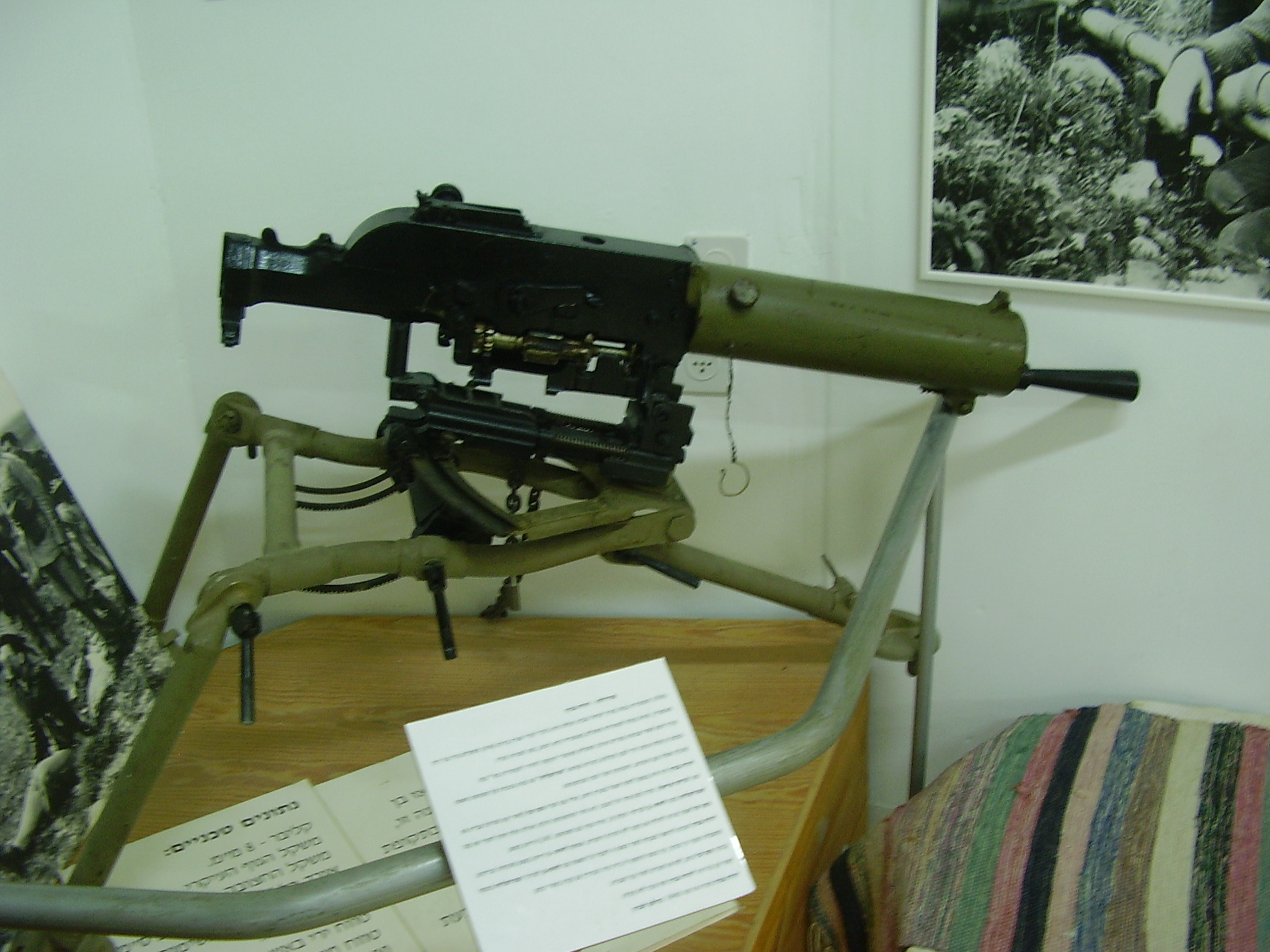
Mitralieră israeliană.
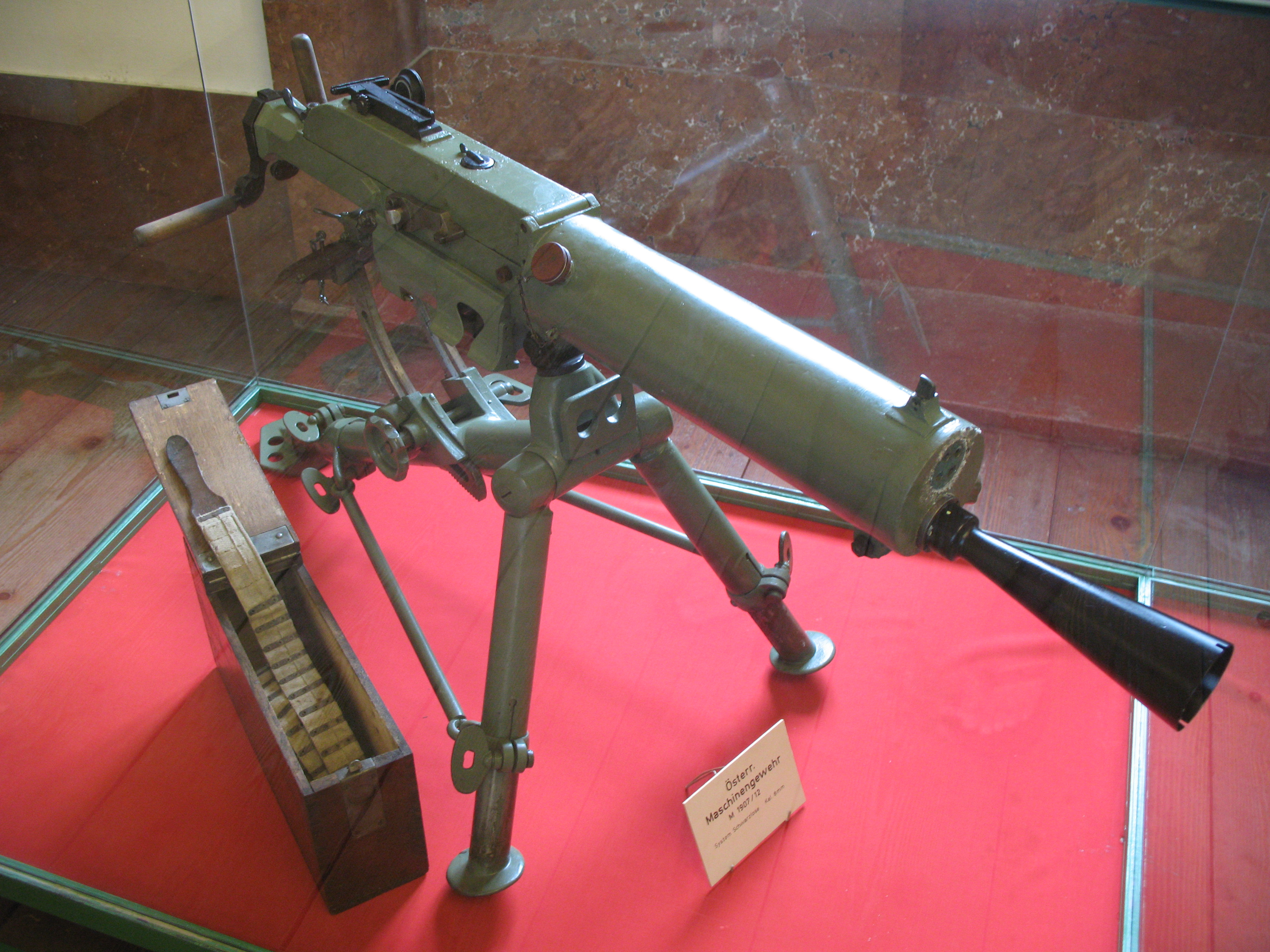
Mitralieră din muzeul din Salzburg.
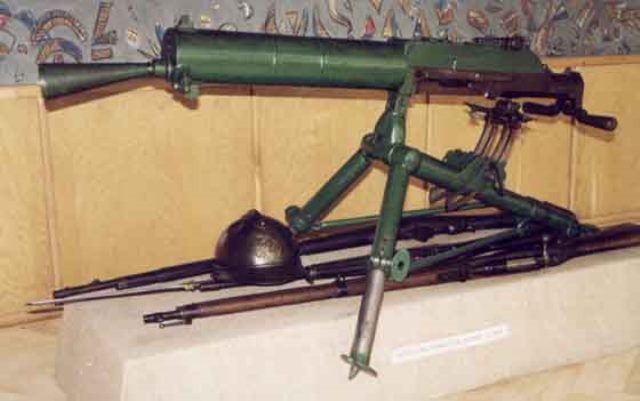
Mitralieră expusă la Mausoleul de la Mărășești.